# Psychopterys
Psychopterys är ett släkte av tvåhjärtbladiga växter. Psychopterys ingår i familjen Malpighiaceae.
Kladogram enligt Catalogue of Life:
| Psychopterys | \| \| Psychopterys dipholiphylla \| \| \| \| \| \| Psychopterys mcvaughii \| \| \| \| \| \| Psychopterys multiflora \| \| \| \| \| \| Psychopterys ornata \| \| \| \| \| \| Psychopterys pardalota \| \| \| \| \| \| Psychopterys polycarpa \| \| \| \| \| \| Psychopterys psilocarpa \| \| \| \| \| \| Psychopterys rivularis \| \| \| \| |
|              | \| \| Psychopterys dipholiphylla \| \| \| \| \| \| Psychopterys mcvaughii \| \| \| \| \| \| Psychopterys multiflora \| \| \| \| \| \| Psychopterys ornata \| \| \| \| \| \| Psychopterys pardalota \| \| \| \| \| \| Psychopterys polycarpa \| \| \| \| \| \| Psychopterys psilocarpa \| \| \| \| \| \| Psychopterys rivularis \| \| \| \| |
|              | Psychopterys dipholiphylla |
|              | |
|              | Psychopterys mcvaughii |
|              | |
|              | Psychopterys multiflora |
|              | |
|              | Psychopterys ornata |
|              | |
|              | Psychopterys pardalota |
|              | |
|              | Psychopterys polycarpa |
|              | |
|              | Psychopterys psilocarpa |
|              | |
|              | Psychopterys rivularis |
|              | |